# Earthquake (Electric Sun)
Earthquake è un album della band Electric Sun.

## Tracce
- tutte le tracce sono state scritte dal Uli Roth

1. Electric Sun 5:16
2. Lilac 2:49
3. Burning Wheels Turning 6:41
4. Japanese Dream 3:52
5. Sundown 4:06
6. Winterdays 1:25
7. Still So Many Lives Away 4:40
8. Earthquake 10:31

## Formazione
1. Uli Roth (John Arangel): chitarra
2. Clive Edwards: batteria
3. Ule Ritgen: basso